# Оскар (87-ма церемонія вручення)
87-ма церемонія вручення премії «Оскар» Американської Академії кінематографічних мистецтв і наук за заслуги в області кінематографа за 2014 рік відбулася 22 лютого 2015 року в Театрі «Долбі» (Голлівуд, Лос-Анджелес). Продюсерами, як і минулої церемонії, знову були Крейг Зедан і Ніл Мерон.
Вести церемонію, вперше за його кар'єру, було запрошено Ніла Патріка Гарріса, американського актора, співака та ілюзіоніста. У попередні роки Гарріс вже декілька разів був ведучим церемоній вручення Прайм-тайм премії «Еммі» (2009, 2013) та Премії «Тоні» (2009, 2011, 2012, 2013).
Номінанти були оголошені 15 січня 2015 року президентом Академії Шеріл Бун Айзекс, американським актором Крісом Пайном, а також кінорежисерами Альфонсо Куароном і Джефрі Джейкобом Абрамсом. Цей перелік дещо відрізнявся від раніше озвучених оцінок фахівців та кінокритиків щодо ймовірних картин-претендентів: зокрема, фільм «Лють» не отримав жодної номінації, хоча, за прогнозами, очікувалося, що він матиме щонайменше три, а натомість «Американський снайпер», який не входив до попередніх рейтингів, здобув шість номінацій.
Лідерами за кількістю номінацій та перемог, по дев'ять і чотири відповідно у кожного, стали фільми «Готель „Ґранд Будапешт“» Веса Андерсона та «Бердмен» Алехандро Гонсалеса Іньярріту.
У номінації «Найкращий фільм іноземною мовою» було поставлено новий рекорд — заявки подали 83 країни, серед них чотири дебютанти: Косово, Мавританія, Мальта та Панама. Україну в цій категорії представляла стрічка Олеся Саніна «Поводир», яка перемогла двох інших претендентів — картини «Плем'я» Мирослава Слабошпицького та «Трубач» Анатолія Матешко, але вона не потрапила до шорт-лісту.
Рейтинг телетрансляції премії знизився на 16 % порівняно з попереднім роком. У США її переглянули 36,6 млн. глядачів (в 2014 році кількість глядачів становила 43,7 млн.).
Церемонія вручення особливих нагород «Оскара» відбулася 8 листопада 2014 року в Бальній залі Долбі Театру. Преміями за видатні заслуги у кінематографі було відзначено Морін О'Гара, Міядзакі Хаяо та Жана-Клода Кар'є, Нагородою імені Джина Гершолта — Гаррі Белафонте.

## Хронологія подій

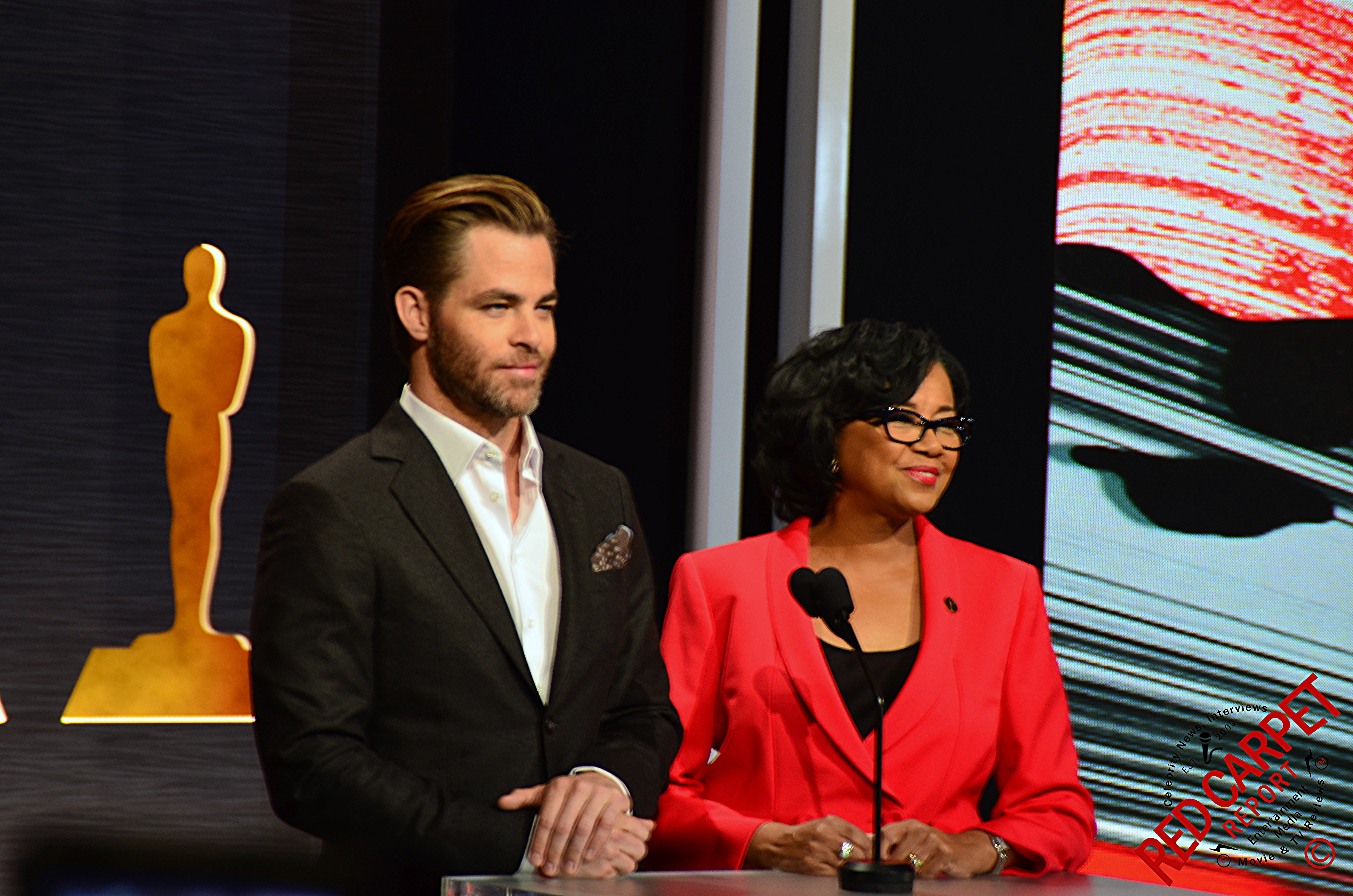
Оголошення номінантів Крісом Пайном і Шеріл Бун Айзекс

| Дата                      | Подія                                                                                  |
| ------------------------- | -------------------------------------------------------------------------------------- |
| Субота, 8 листопада 2014  | Церемонія вручення особливих нагород «Оскара»                                          |
| Середа, 3 грудня 2014     | Завершення прийому заявок щодо номінантів на здобуття премії «Оскар»                   |
| Понеділок, 29 грудня 2014 | Початок голосування за номінантів                                                      |
| Четвер, 8 січня 2015      | Завершення голосування за номінантів о 17:00 за PST (03:00 9 січня за київським часом) |
| Четвер, 15 січня 2015     | Оголошення номінантів на здобуття премії «Оскар»                                       |
| Понеділок, 2 лютого 2015  | Урочистий обід на честь номінантів премії «Оскар»                                      |
| П'ятниця, 6 лютого 2015   | Початок фінального голосування                                                         |
| Субота, 7 лютого 2015     | Церемонія вручення Премії «Оскар» за науково-технічні досягнення                       |
| Вівторок, 17 лютого 2015  | Завершення фінального голосування о 17:00 за PST (3:00 18 лютого за київським часом)   |
| Неділя, 22 лютого 2015    | 87-ма церемонія вручення премії «Оскар»                                                |

## Фотогалерея

### Ведучий

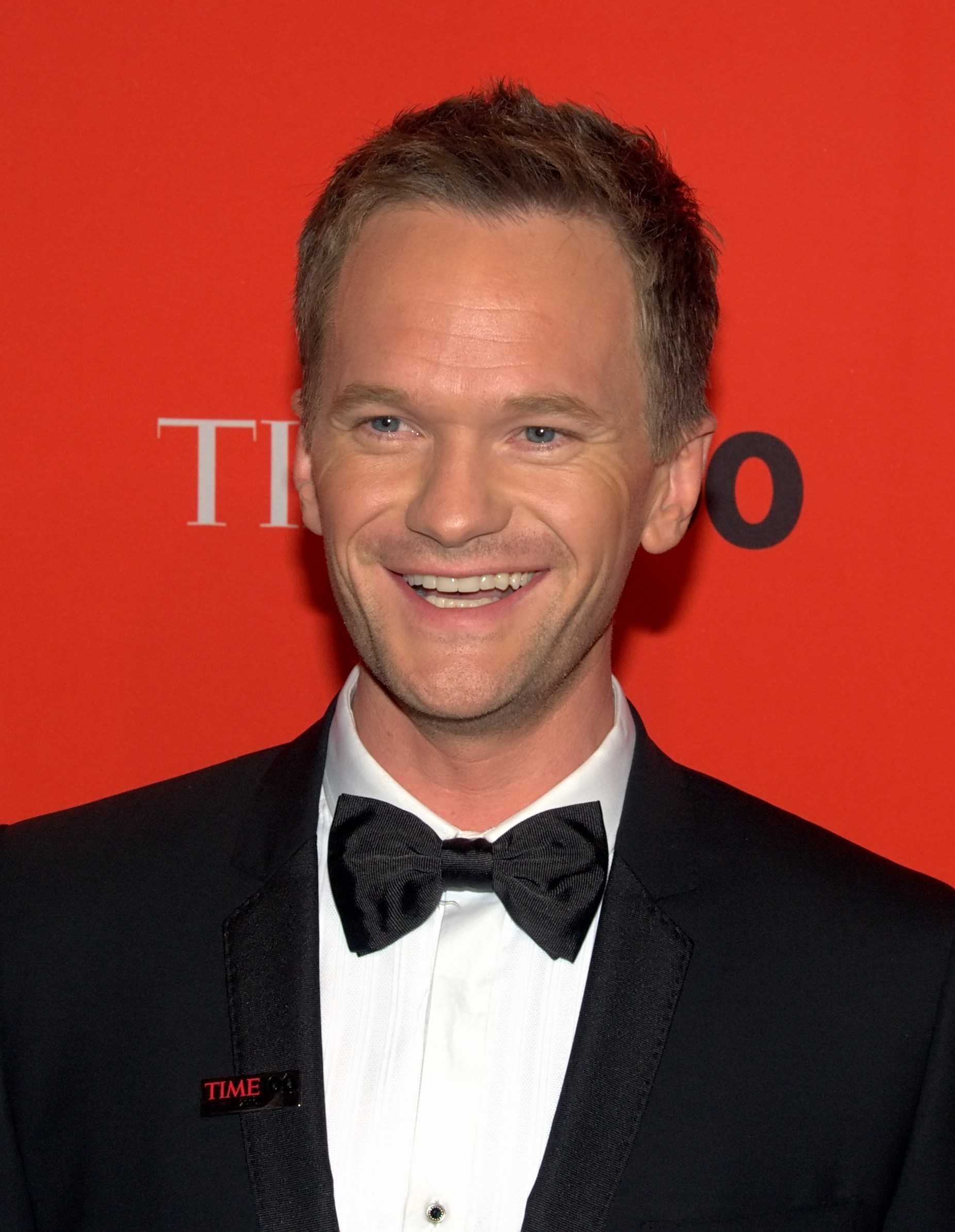
Ніл Патрік Гарріс

### Найкраща режисерська робота
| Лауреат                                  | Номінанти |
| ---------------------------------------- | --- |
| - Алехандро Гонсалес Іньярріту «Бердмен» | - Річард Лінклейтер «Юність» - Вес Андерсон «Готель „Ґранд Будапешт“» - Мортен Тильдум «Гра в імітацію» - Беннет Міллер «Мисливець на лисиць» |

### Найкраща чоловіча роль
| Лауреат                        | Номінанти |
| ------------------------------ | --- |
| - Едді Редмейн «Теорія всього» | - Бредлі Купер «Американський снайпер» - Бенедикт Камбербетч «Гра в імітацію» - Стів Керелл «Мисливець на лисиць» - Майкл Кітон «Бердмен» |

### Найкраща жіноча роль
| Лауреат                      | Номінанти |
| ---------------------------- | --- |
| - Джуліанн Мур «Все ще Еліс» | - Маріон Котіяр «Два дні, одна ніч» - Різ Візерспун «Дика» - Розамунд Пайк «Загублена» - Фелісіті Джонс «Теорія всього» |

### Найкраща чоловіча роль другого плану
| Лауреат                                | Номінанти                                                                                                   |
| -------------------------------------- | --- |
| - Джонатан Кімбл Сіммонс «Одержимість» | - Марк Руффало «Мисливець на лисиць» - Едвард Нортон «Бердмен» - Роберт Дюваль «Суддя» - Ітан Гоук «Юність» |

### Найкраща жіноча роль другого плану
| Лауреат                    | Номінанти |
| -------------------------- | --- |
| - Патриція Аркетт «Юність» | - Кіра Найтлі «Гра в імітацію» - Лора Дерн «Дика» - Емма Стоун «Бердмен» - Меріл Стріп «У темному-темному лісі» |

### Особливі нагороди
| - Морін О'Гара Премія за видатні заслуги у кінематографі - Міядзакі Хаяо Премія за видатні заслуги у кінематографі - Жан-Клод Кар'є Премія за видатні заслуги у кінематографі - Гаррі Белафонте Нагорода імені Джина Гершолта |

## Список лауреатів та номінантів
Кількість нагород / загальна кількість номінацій:
- 4/9: «Готель „Ґранд Будапешт“», «Бердмен»
- 3/5: «Одержимість»
- 1/8: «Гра в імітацію»
- 1/6: «Американський снайпер», «Юність»
- 1/5: «Інтерстеллар», «Теорія всього»
- 1/2: «Іда», «Сельма»
- 1/1: «Все ще Еліс», «Супер шістка»

Номіновані фільми, які не отримали нагороди:
- 5: «Мисливець на лисиць»
- 4: «Містер Тернер»
- 3: «Нескорений», «У темному-темному лісі»
- 2: «Вартові галактики», «Вроджена вада», «Дика»
- 1: «Глен Кемпбелл: Я буду собою», «Два дні, одна ніч», «Дикі історії», «За лаштунками», «Загублена», «Казка про принцесу Каґую», «Левіафан», «Лего. Фільм», «Люди Ікс: Дні минулого майбутнього», «Мандарини», «Перший месник: Друга війна», «Пісня моря», «Почати знову», «Світанок планети мавп», «Сімейка монстрів», «Стерв'ятник», «Суддя», «Тімбукту», «Хоббіт: Битва п'яти воїнств», «Чаклунка», «Як приборкати дракона 2»

Переможці виділені окремим кольором.

### Основні категорії
| Категорії                                  | Фотографії лауреатів                                                                             | Лауреати і номінанти                                                                                     |
| ------------------------------------------ | ------------------------------------------------------------------------------------------------ | --- |
| Найкращий фільм                            |                                                                                                  | • «Бердмен» — Алехандро Гонсалес Іньярріту, Джон Лешер, Джеймс В. Скотчдопоул                            |
| Найкращий фільм                            | • «Американський снайпер» — Клінт Іствуд, Роберт Лоренц, Ендрю Лазар, Бредлі Купер, Пітер Морган | |
| Найкращий фільм                            | • «Одержимість» — Джейсон Блюм, Хелен Естабрук, Девід Ланкастер                                  | |
| Найкращий фільм                            | • «Готель „Ґранд Будапешт“» — Джеремі Довсон, Скотт Рудін, Стівен М. Рейлс, Вес Андерсон         | |
| Найкращий фільм                            | • «Гра в імітацію» — Нора Гроссман, Ідо Островскі, Тедді Шварцман                                | |
| Найкращий фільм                            | • «Сельма» — Опра Вінфрі, Деде Гарднер, Джеремі Клейнер, Крістіан Колсон                         | |
| Найкращий фільм                            | • «Теорія всього» — Тім Беван, Ерік Феллнер, Ліса Брюс, Ентоні Маккартен                         | |
| Найкращий фільм                            | • «Юність» — Річард Лінклейтер, Кетлін Сазерленд                                                 | |
| Найкраща режисерська робота                |                                                                                                  | • Алехандро Гонсалес Іньярріту — «Бердмен»                                                               |
| Найкраща режисерська робота                | • Вес Андерсон — «Готель „Ґранд Будапешт“»                                                       | |
| Найкраща режисерська робота                | • Мортен Тильдум — «Гра в імітацію»                                                              | |
| Найкраща режисерська робота                | • Беннет Міллер — «Мисливець на лисиць»                                                          | |
| Найкраща режисерська робота                | • Річард Лінклейтер — «Юність»                                                                   | |
| Найкраща чоловіча роль                     |                                                                                                  | • Едді Редмейн — «Теорія всього»                                                                         |
| Найкраща чоловіча роль                     | • Бредлі Купер — «Американський снайпер»                                                         | |
| Найкраща чоловіча роль                     | • Бенедикт Камбербетч — «Гра в імітацію»                                                         | |
| Найкраща чоловіча роль                     | • Стів Керелл — «Мисливець на лисиць»                                                            | |
| Найкраща чоловіча роль                     | • Майкл Кітон — «Бердмен»                                                                        | |
| Найкраща жіноча роль                       |                                                                                                  | • Джуліанн Мур — «Все ще Еліс»                                                                           |
| Найкраща жіноча роль                       | • Маріон Котіяр — «Два дні, одна ніч»                                                            | |
| Найкраща жіноча роль                       | • Різ Візерспун — «Дика»                                                                         | |
| Найкраща жіноча роль                       | • Розамунд Пайк — «Загублена»                                                                    | |
| Найкраща жіноча роль                       | • Фелісіті Джонс — «Теорія всього»                                                               | |
| Найкраща чоловіча роль другого плану       |                                                                                                  | • Джонатан Кімбл Сіммонс — «Одержимість»                                                                 |
| Найкраща чоловіча роль другого плану       | • Марк Руффало — «Мисливець на лисиць»                                                           | |
| Найкраща чоловіча роль другого плану       | • Едвард Нортон — «Бердмен»                                                                      | |
| Найкраща чоловіча роль другого плану       | • Роберт Дюваль — «Суддя»                                                                        | |
| Найкраща чоловіча роль другого плану       | • Ітан Гоук — «Юність»                                                                           | |
| Найкраща жіноча роль другого плану         |                                                                                                  | • Патриція Аркетт — «Юність»                                                                             |
| Найкраща жіноча роль другого плану         | • Кіра Найтлі — «Гра в імітацію»                                                                 | |
| Найкраща жіноча роль другого плану         | • Лора Дерн — «Дика»                                                                             | |
| Найкраща жіноча роль другого плану         | • Емма Стоун — «Бердмен»                                                                         | |
| Найкраща жіноча роль другого плану         | • Меріл Стріп — «У темному-темному лісі»                                                         | |
| Найкращий оригінальний сценарій            |                                                                                                  | • Алехандро Гонсалес Іньярріту, Ніколас Джиакобоне, Олександр Динеларіс молодший, Армандо Бо — «Бердмен» |
| Найкращий оригінальний сценарій            | • Вес Андерсон, Г'юго Гіннесс — «Готель „Ґранд Будапешт“»                                        | |
| Найкращий оригінальний сценарій            | • Е. Макс Фрай, Ден Футтерман — «Мисливець на лисиць»                                            | |
| Найкращий оригінальний сценарій            | • Ден Ґілрой — «Стерв'ятник»                                                                     | |
| Найкращий оригінальний сценарій            | • Річард Лінклейтер — «Юність»                                                                   | |
| Найкращий адаптований сценарій             |                                                                                                  | • Грехем Мур — «Гра в імітацію»                                                                          |
| Найкращий адаптований сценарій             | • Джейсон Холл — «Американський снайпер»                                                         | |
| Найкращий адаптований сценарій             | • Дам'єн Чазел — «Одержимість»                                                                   | |
| Найкращий адаптований сценарій             | • Пол Томас Андерсон — «Вроджена вада»                                                           | |
| Найкращий адаптований сценарій             | • Ентоні Маккартен — «Теорія всього»                                                             | |
| Найкращий анімаційний повнометражний фільм |                                                                                                  | • «Супер шістка» — Рой Конлі, Дон Холл, Кріс Вільямс                                                     |
| Найкращий анімаційний повнометражний фільм | • «Казка про принцесу Каґую» — Такахата Ісао, Йошіакі Нішімура                                   | |
| Найкращий анімаційний повнометражний фільм | • «Пісня моря» — Томм Мур, Пол Янг                                                               | |
| Найкращий анімаційний повнометражний фільм | • «Сімейка монстрів» — Тревіс Найт, Ентоні Стаччі, Грехем Еннейбл                                | |
| Найкращий анімаційний повнометражний фільм | • «Як приборкати дракона 2» — Бонні Арнольд, Дін Деблуа                                          | |
| Найкращий фільм іноземною мовою            |                                                                                                  | • «Іда» — Польща, реж. Павел Павліковський                                                               |
| Найкращий фільм іноземною мовою            | • «Дикі історії» — Аргентина, реж. Даміан Сіфрон                                                 | |
| Найкращий фільм іноземною мовою            | • «Левіафан» — Росія, реж. Андрій Звягінцев                                                      | |
| Найкращий фільм іноземною мовою            | • «Мандарини» — Естонія, реж. Заза Урушадзе                                                      | |
| Найкращий фільм іноземною мовою            | • «Тімбукту» — Мавританія, реж. Абдеррахман Сіссако                                              | |

### Інші категорії
| Категорії                                                    | Лауреати і номінанти |
| ------------------------------------------------------------ | --- |
| Найкраща музика до фільму                                    | • «Готель „Ґранд Будапешт“» — Александр Деспла                                                                                             |
| Найкраща музика до фільму                                    | • «Гра в імітацію» — Александр Деспла |
| Найкраща музика до фільму                                    | • «Інтерстеллар» — Ганс Ціммер |
| Найкраща музика до фільму                                    | • «Містер Тернер» — Ґері Йершон |
| Найкраща музика до фільму                                    | • «Теорія всього» — Йоганн Йоганнссон |
| Найкраща пісня до фільму                                     | • «Glory» — «Сельма» — музика та слова: Джон Ледженд, Лонні Лін                                                                            |
| Найкраща пісня до фільму                                     | • «Everything Is Awesome» — «Лего. Фільм» — музика та слова: Шон Петтерсон                                                                 |
| Найкраща пісня до фільму                                     | • «Grateful» — «За лаштунками» («Beyond the Lights») — музика та слова: Даян Воррен                                                        |
| Найкраща пісня до фільму                                     | • «I'm Not Gonna Miss You» — «Глен Кемпбелл: Я буду собою» («Glen Campbell: I'll Be Me») — музика та слова: Глен Кемпбелл, Джуліан Реймонд |
| Найкраща пісня до фільму                                     | • «Lost Stars» — «Почати знову» — музика та слова: Грегг Александер, Даніель Брісбуа                                                       |
| Найкраща операторська робота                                 | • «Бердмен» — Еммануель Любецкі |
| Найкраща операторська робота                                 | • «Готель „Ґранд Будапешт“» — Роберт Йомен                                                                                                 |
| Найкраща операторська робота                                 | • «Іда» — Лукаш Зал, Ришард Лєнчевскі |
| Найкраща операторська робота                                 | • «Містер Тернер» — Дік Поуп |
| Найкраща операторська робота                                 | • «Нескорений» — Роджер Дікінс |
| Найкраща робота художника-постановника, художника-декоратора | • «Готель „Ґранд Будапешт“» — постановник: Адам Штокгаузен, декоратор: Анна Піннок                                                         |
| Найкраща робота художника-постановника, художника-декоратора | • «Гра в імітацію» — постановник: Марія Джуркович, декоратор: Тетяна Макдональд                                                            |
| Найкраща робота художника-постановника, художника-декоратора | • «Інтерстеллар» — постановник: Натан Кроулі, декоратор: Гарі Феттіс                                                                       |
| Найкраща робота художника-постановника, художника-декоратора | • «Містер Тернер» — постановник: С'юзі Дейвіс, декоратор: Шарлотта Вотс                                                                    |
| Найкраща робота художника-постановника, художника-декоратора | • «У темному-темному лісі» — постановник: Денніс Гасснер, декоратор: Анна Піннок                                                           |
| Найкращий дизайн костюмів                                    | • «Готель „Ґранд Будапешт“» — Мілена Канонеро                                                                                              |
| Найкращий дизайн костюмів                                    | • «Вроджена вада» — Марк Бріджз |
| Найкращий дизайн костюмів                                    | • «Містер Тернер» — Жаклін Дюрран |
| Найкращий дизайн костюмів                                    | • «У темному-темному лісі» — Коллін Етвуд                                                                                                  |
| Найкращий дизайн костюмів                                    | • «Чаклунка» — Ганна Шеппард |
| Найкращий монтаж                                             | • «Одержимість» — Том Кросс |
| Найкращий монтаж                                             | • «Американський снайпер» — Джоел Кокс, Гарі Д. Роуч                                                                                       |
| Найкращий монтаж                                             | • «Готель „Ґранд Будапешт“» — Барні Піллінг                                                                                                |
| Найкращий монтаж                                             | • «Гра в імітацію» — Вільям Голденберг |
| Найкращий монтаж                                             | • «Юність» — Сандра Адайр |
| Найкращий грим та зачіски                                    | • «Готель „Ґранд Будапешт“» — Френсіс Хеннон, Марк Кулір                                                                                   |
| Найкращий грим та зачіски                                    | • «Вартові галактики» — Елізабет Янні-Джорджу, Девід Вайт                                                                                  |
| Найкращий грим та зачіски                                    | • «Мисливець на лисиць» — Білл Корсо, Денніс Лідд'ярд                                                                                      |
| Найкращий звук                                               | • «Одержимість» — Крег Манн, Бен Вілкінз, Томас Керлі                                                                                      |
| Найкращий звук                                               | • «Американський снайпер» — Джон Рейц, Грегг Рудлофф, Валт Мартін                                                                          |
| Найкращий звук                                               | • «Інтерстеллар» — Гарі Різзо, Грегг Лендейкер, Марк Вейнгартен                                                                            |
| Найкращий звук                                               | • «Нескорений» — Джон Тейлор, Франк Монтано, Девід Лі                                                                                      |
| Найкращий звук                                               | • «Бердмен» — Джон Тейлор, Франк Монтано, Томас Варга                                                                                      |
| Найкращий звуковий монтаж                                    | • «Американський снайпер» — Алан Роберт Мюррей, Баб Асман                                                                                  |
| Найкращий звуковий монтаж                                    | • «Інтерстеллар» — Річард Кінг |
| Найкращий звуковий монтаж                                    | • «Бердмен» — Мартін Хернандес, Аарон Глазкок                                                                                              |
| Найкращий звуковий монтаж                                    | • «Нескорений» — Беккі Салліван, Ендрю Декрістофаро                                                                                        |
| Найкращий звуковий монтаж                                    | • «Хоббіт: Битва п'яти воїнств» — Брент Бург, Джейсон Кенова                                                                               |
| Найкращі візуальні ефекти                                    | • «Інтерстеллар» — Пол Франклін, Ендрю Локлі, Іен Хантер, Скотт Фішер                                                                      |
| Найкращі візуальні ефекти                                    | • «Вартові галактики» — Стефан Церетті, Ніколас Айтаді, Джонатан Фокнер, Пол Корбоулд                                                      |
| Найкращі візуальні ефекти                                    | • «Люди Ікс: Дні минулого майбутнього» — Річард Стаммерз, Лоу Пекора, Тім Кросбі, Камерон Валдбауер                                        |
| Найкращі візуальні ефекти                                    | • «Перший месник: Друга війна» — Ден ДіЛью, Расселл Ерл, Браян Грілл, Ден Садік                                                            |
| Найкращі візуальні ефекти                                    | • «Світанок планети мавп» — Джо Леттері, Ден Леммон, Деніел Барретт, Ерік Вінквіст                                                         |
| Найкращий документальний повнометражний фільм                | • «Громадянин чотири» — Лора Пойтрас, Матільд Бонніфой, Дірк Вілуцкі                                                                       |
| Найкращий документальний повнометражний фільм                | • «Вірунга» («Virunga») — Орландо вон Ейншедел, Джоанна Натасегара                                                                         |
| Найкращий документальний повнометражний фільм                | • «Останні дні у В'єтнамі» («Last Days in Vietnam») — Рорі Кеннеді, Кевін Макалестер                                                       |
| Найкращий документальний повнометражний фільм                | • «Сіль землі» — Вім Вендерс, Джуліано Рібейро Салгадо, Девід Розьє                                                                        |
| Найкращий документальний повнометражний фільм                | • «У пошуках Вів'єн Майєр» («Finding Vivian Maier») — Джон Малуф, Чарлі Сіскел                                                             |
| Найкращий документальний короткометражний фільм              | • «Лінія довіри: Ветерани натисніть 1» («Crisis Hotline: Veterans Press 1») — Еллен Гузенберг Кент, Дана Перрі                             |
| Найкращий документальний короткометражний фільм              | • «Біла земля» («White Earth») — Дж. Крістіан Єнсен                                                                                        |
| Найкращий документальний короткометражний фільм              | • «Йоанна» — Анета Копач |
| Найкращий документальний короткометражний фільм              | • «Наше прокляття» («Nasza klątwa») — Томаш Шлівіньскі, Мацей Шлесіцкі                                                                     |
| Найкращий документальний короткометражний фільм              | • «Парка» («La Parka») — Габріель Серра Аргуелло                                                                                           |
| Найкращий анімаційний короткометражний фільм                 | • «Бенкет» — Патрік Озборн, Крістіна Рід                                                                                                   |
| Найкращий анімаційний короткометражний фільм                 | • «Більша картина» («The Bigger Picture») — Дейзі Якобс, Крістофер Хіз                                                                     |
| Найкращий анімаційний короткометражний фільм                 | • «Самотнє життя» («A Single Life») — Джоріс Опрінс                                                                                        |
| Найкращий анімаційний короткометражний фільм                 | • «Хранитель греблі» («The Dam Keeper») — Роберт Кондо, Дайсукі Тсутсумі                                                                   |
| Найкращий анімаційний короткометражний фільм                 | • «Я і мій «Мултон»» («Me and My Moulton») — Торілл Коув                                                                                   |
| Найкращий ігровий короткометражний фільм                     | • «Телефонний дзвінок» («The Phone Call») — Мет Кірбі, Джеймс Лукас                                                                        |
| Найкращий ігровий короткометражний фільм                     | • «Айя» («Aya») — Одед Біннун, Міхал Брезіс                                                                                                |
| Найкращий ігровий короткометражний фільм                     | • «Бугало і Грехем» («Boogaloo and Graham») — Майкл Леннокс, Ронан Блейні                                                                  |
| Найкращий ігровий короткометражний фільм                     | • «Масляна лампа» («La Lampe Au Beurre De Yak») — Ху Вей, Жульєн Фере                                                                      |
| Найкращий ігровий короткометражний фільм                     | • «Парване» («Parvaneh») — Талкон Хамзаві, Стефан Айхенбергер                                                                              |

### Особливі нагороди
| Категорія                                                                            | Лауреати |
| ------------------------------------------------------------------------------------ | --- |
| Премія за видатні заслуги у кінематографі Нагороду вручали Ліам Нісон і Клінт Іствуд | • «Морін О'Гара — не просто ірландській кінозірці, а одній із справжніх легенд кінематографу, одній з найвідчайдушніших жінок усіх часів» |
| Премія за видатні заслуги у кінематографі Нагороду вручав Джон Лассетер              | • «Міядзакі Хаяо — який довів, що анімація дійсно для всіх»                                                                               |
| Премія за видатні заслуги у кінематографі Нагороду вручав Філіп Кауфман              | • «Жану-Клоду Кар'є — талант якого не має меж»                                                                                            |
| Нагорода імені Джина Гершолта Нагороду вручала Сьюзен Серендон                       | • «Гаррі Белафонте — відважному митцю і воїнові на полі бою за соціальну справедливість»                                                  |